# Gran Premio Capodarco 2014
Il Gran Premio Capodarco 2014, quarantatreesima edizione della corsa e valida come evento dell'UCI Europe Tour 2014 categoria 1.2, si svolse il 16 agosto 2014 su un percorso di 180 km. Fu vinto dall'australiano Robert Power che terminò la gara in 4h21'36", alla media di 41,28 km/h.

## Ordine d'arrivo (Top 10)
| Pos. | Corridore           | Squadra        | Tempo    |
| ---- | ------------------- | -------------- | -------- |
| 1    | Robert Power        | Australia      | 4h21'36" |
| 2    | Gianni Moscon       | Zalf-Euromobil | a 8"     |
| 3    | Moreno Giampaolo    | Vega-Hotsand   | a 13"    |
| 4    | Jack Haig           | Australia      | s.t.     |
| 5    | Giulio Ciccone      | Team Colpack   | s.t.     |
| 6    | Gennaro Giustino    | Delio Gallina  | s.t.     |
| 7    | Emanuel Buchmann    | Germania       | a 28"    |
| 8    | Alessandro Tonelli  | Zalf-Euromobil | a 32"    |
| 9    | Andrea Vaccher      | Marchiol       | s.t.     |
| 10   | Marco Bernardinetti | Malmantile     | s.t.     |